# Ларции
Ларциите (Larcii или Lartii или Largii) са римска патрицииска фамилия от gens Larcia от началото на Римската република с когномен Flav(i)us (или Rufus). Мъжете носят името Ларций (Larcius). Жените имат името Ларция (Larcia). Те са от етруски произход.
Известни от фамилията:
- Спурий Ларций, консул 506 и 490 пр.н.е.
- Тит Ларций Флав, консул 501 и 498, първият диктатор 501 и 498 пр.н.е.
- Марк Ларций Магн Помпей Силон, суфектконсул 82 г.
- Авъл Ларций Приск, суфектконсул 110 г.
- Авъл Ларций Македон, суфектконсул 124 г.
- Марк Понтий Лелиан Ларций Сабин, суфектконсул 145 г.

Жени:
- Ларция, съпруга на Марк Плавций Силван (консул 2 пр.н.е.), майка на Плавция Ургуланила, съпругата на император Клавдий
- Ларция (* 125), дъщеря на Авъл Ларций Лепид и съпруга на Квинт Вирий, баба на Вирий Луп (консул 275 г.)

Други:
- Ларчано (Larciano), град в Италия